# Campionat del món de ciclisme en pista de 1893
El primer Campionat Mundial de Ciclisme en Pista es van disputar a Chicago (Estats Units d'Amèrica) els 11 i 12 d'agost de 1893 en el marc de l'Exposició universal celebrada en aquesta ciutat. Es van competir en tres proves reservades per a ciclistes amateurs.

## Resultats
| Prova                | Or                                       | Argent                             | Bronze                          |
| Velocitat individual | Arthur-Augustus Zimmerman · Estats Units | John Johnson · Estats Units        | Julian Pye Bliss · Estats Units |
| Darrere moto         | Laurens Meintjes República del Transvaal | Ernst Emil Ulbricht · Estats Units |                                 |
| Velocitat 10 km.     | Arthur-Augustus Zimmerman · Estats Units | Julian Pye Bliss · Estats Units    | John Johnson · Estats Units     |

## Medaller
| Pos. | País                    | Or | Plata | Bronze | Total |
| 1    | Estats Units            | 2  | 3     | 2      | 7     |
| 2    | República del Transvaal | 1  | 0     | 0      | 1     |